# Pallamana

Pallamana est une localité de la région des Murraylands en Australie-Méridionale entre les monts Chaîne du Mont-Lofty et la rivière Murray, au nord-ouest de Murray Bridge.

## Voies de communication et transports

### Réseau ferroviaire

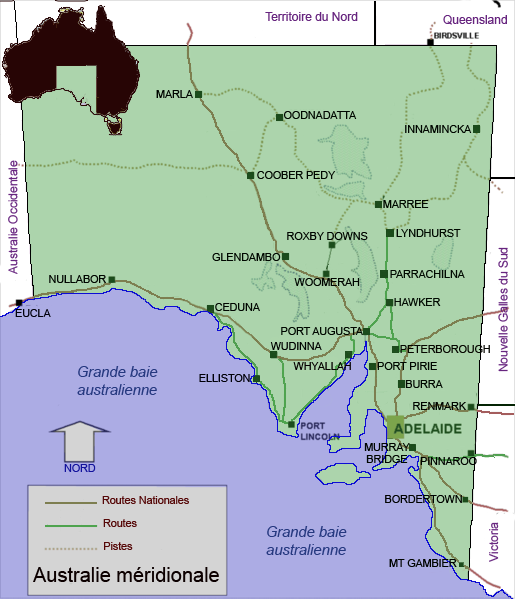
Australie méridionale

L'ancienne ligne de chemin de fer Sedan a ouvert la gare ferroviaire de Monarto-Sud à la ville de Sedan le 13 octobre 1919, qui devint une gare de jonction, passait à Pallamana. Les stations d'origine étaient à  Tepko , Apamurra , Milendella , Sanderston , Kanappa , Cambrai et Sedan, avec des bâtiments de gare et des installations de chargement de bétail à Appamurra, Cambrai et Sedan,,,. 
L'ancienne gare/voie d'évitement s'appelait à l'origine la gare de Preamimma.

### Réseau routier
Pallamana se situe à  croisée de deux grands axes routiers de l'Australie-Méridionale :
Celui de  Reedy Creek Road (route nationale B35) qui relie Palmer à Murray Bridge  à la jonction de la Stott Highway, entre la Vallée de la Barossa à l'ouest à la rivière  Murray et Riverland à l'est.

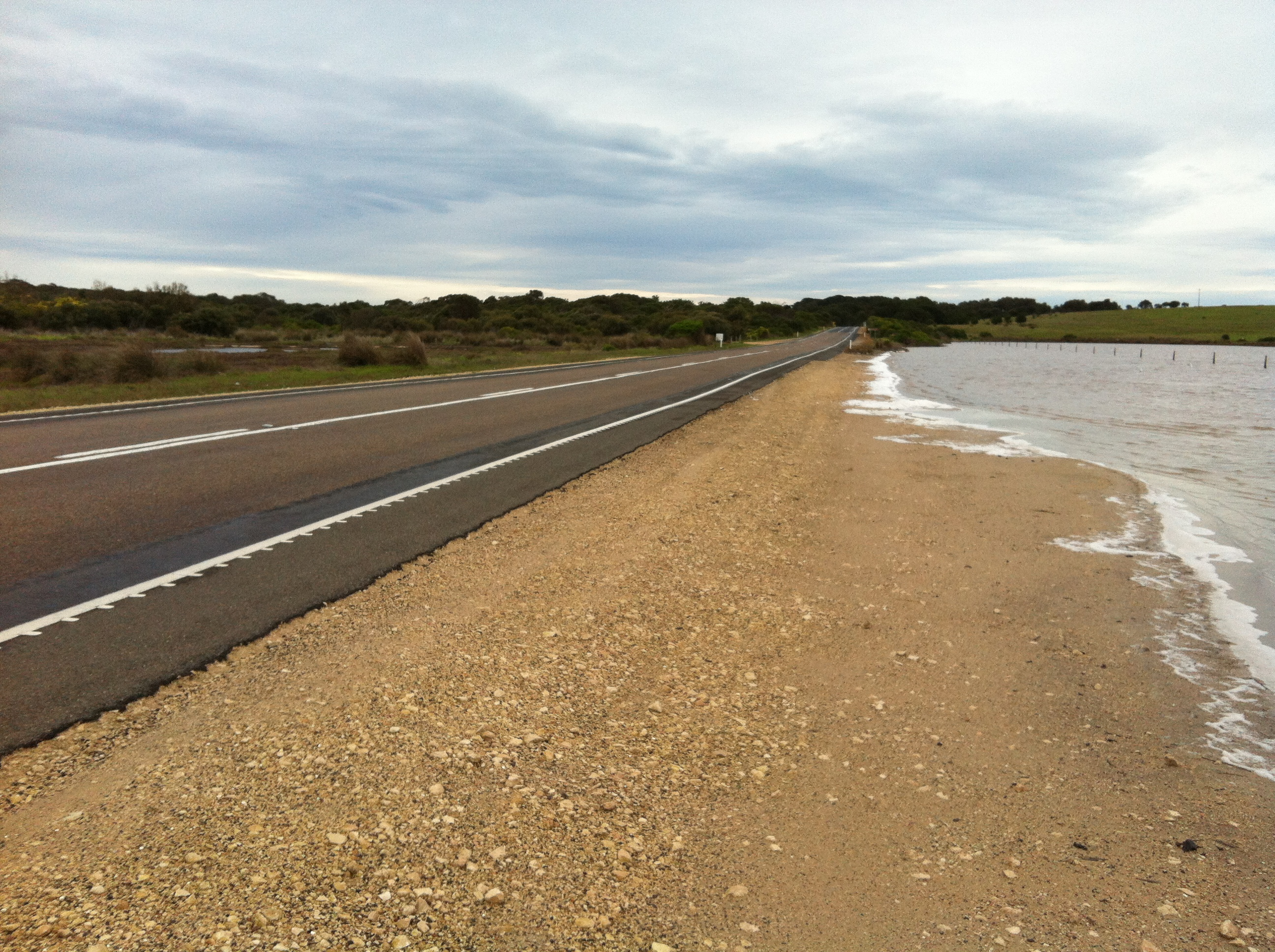
Princes Highway en Australie-Méridionale

Celui de  Halfway House road, un axe de liaison nord-sud entre les autoroutes Sturt Highway et celui de Princes Highway d'une longueur de 1 898 kilomètres, reliant Sydney à Port Augusta.
Le Sturt Highway rattaché au réseau national AusLink une portion de la principale route entre Sydney et Adélaïde, qui rejoint l'Hume Highway, près de Gundagai.

### Réseau aérien
L' aéroport de Murray Bridge  ( OACI : YMBD ) se trouve au sud-est de la localité de Pallamana, à 5 milles marins (9,3 km; 5,8 mi) au nord-ouest de Murray Bridge en Australie-Méridionale . Il est situé sur Reedy Creek Road et est également connu sous le nom d' aérodrome de Pallamana ou d' aérodrome de Pallamanna . Avgas est disponible à partir d'un Bowser à balayage de carte de crédit 24h / 24.
Il existe côté ouest de Pallamana, un second aérodrome  où s'effectuent des vols d'entraînement et d'initiation le Rollo's Airfield ( OACI : YRLO ) situé au sud de Palmer et au nord de Murray Bridge à la sortie Monarto depuis la SE Freeway .

## Énergie
Le géant des énergies renouvelables RES Australia se propose de construire une ferme solaire de 176 MW à Pallamana dont la construction débuterait fin 2020. Elle serait située au sud de l'aéroport sur 730 hectares sur ce qui était auparavant des terres agricoles ouvertes. L'économie de la ville reposant sur l'agriculture et notamment l'élevage de ovins les terrains sur lesquels  est implantée la ferme solaire continueraient à être utilisés pour le pâturage des moutons, entre les panneaux solaires .
Le groupe RES (Renewable Energy Systems) est une société mondiale d'énergie renouvelable active dans le secteur des énergies renouvelables depuis plus de 30 ans. L'entreprise développe  des fermes solaires, elle est active dans les secteurs de l'éolien (onshore et offshore) et de l'énergie solaire et se concentre de plus en plus sur la transition vers une économie à faibles émissions de carbone en fournissant une expertise en matière de transmission, de stockage d'énergie et de gestion de la demande. La société a été constituée en 2003 dans le but de  développer également des fermes solaires. La société a été constituée en 2003, elle est basée à Sydney.